# Humberto Bandenay
Humberto Bandenay, född 4 september 1994 är en peruansk MMA-utövare som sedan 2017 tävlar i organisationen Ultimate Fighting Championship.

## MMA

### Tidig karriär
Bandenay började sin professionella karriär 2013 och tävlade i ett antal lokala organisationer och blev "Campeon de MMA 66 kg"(fjäderviktsmästare) i organisationen Fusion FC Peru innan han 2017 skrev på för UFC.